# ニエッラ・ターナロ
ニエッラ・ターナロ（伊: Niella Tanaro）は、イタリア共和国ピエモンテ州クーネオ県にある、人口約1,000人の基礎自治体（コムーネ）。

## 地理

### 位置・広がり

#### 隣接コムーネ
隣接するコムーネは以下の通り。
- ブリアーリア
- カステッリーノ・ターナロ
- チリエ
- レゼーニョ
- モンドヴィ
- ロッカ・チリエ
- サン・ミケーレ・モンドヴィ
- ヴィコフォルテ

#### 地震分類
イタリアの地震リスク階級 (it) では、4 に分類される
。